# Oncle Howard est de retour
Oncle Howard est de retour est le dixième tome de la série de bande dessinée Jonathan. Pour la première fois depuis le début de ses aventures, Jonathan quitte l'Inde pour les États-Unis.
À chaque album de la série est associée une liste de musiques d'ambiance. Pour ce tome : 
- Pat Metheny Group : American Garage
- Eric Clapton : 461, Ocean Boulevard

## Personnages
- Jonathan :
- Don Henderson : père de Kate, ex-ambassadeur des États-Unis en Inde, politicien soucieux de sa carrière.
- Grace Henderson : mère de Kate. Pratique le tarot et l'astrologie, inquiète pour sa fille.
- Kate : guérie, elle doit épouser Steve ?
- Howard Henderson : oncle de Kate, très attaché à elle. Il vient d'être libéré de prison. Il a purgé une peine de 15 ans pour espionnage, il aurait transmis des secrets nucléaires. C'est un physicien-chimiste de génie. En prison il est surnommé "Professeur" et se passionne pour la culture des cactus. Il clame son innocence depuis le début de cette affaire. Jeune, il a été lieutenant dans l'armée pendant la guerre du Vietnam. Il y a connu Phil Dixfield qui reste un ami fidèle.
- Phil Dixfield : ami d'Howard, ils ont fait le Vietnam ensemble. Il est devenu détective privé. Imper et cigarettes.
- Thelma Dixfield : épouse et associée de Phil. La cinquantaine, cigarettes et bigoudis.
- Michael : jeune métis dit "La Verrue", homme de main, chargé avec d'autres de surveiller Howard. Se croit le sosie de Michael Jackson. Avec sa part du magot, il fera brûler les verrues qu'il a sur le visage.

## Résumé
Jonathan reçoit un billet d'avion pour New York de Grace Henderson. Au même moment, au Nouveau-Mexique, Howard Henderson sort de prison, après 15 ans. Condamné pour espionnage, il a toujours clamé son innocence. Il retrouve son frère, Don qui lui a trouvé une place à Londres, une façon d'éloigner le scandale. Howard est pris en filature par des malfrats aux ordres d'un certain Mr Bringstone. Il veut prouver son innocence, pour cela, il engage un privé et néanmoins ami : Phil, qu'il charge de reprendre l'enquête.
Jonathan est reçu par les Henderson, ils lui expliquent la raison de sa venue. Grace est inquiète pour l'avenir de Kate qui doit se marier avec un certain Steve. Jonathan accepte de la rencontrer pour lui parler. Ils se retrouvent toujours aussi amoureux. Mais, Kate, mystérieuse, ne renonce pas pour autant à son projet de mariage. Elle part brusquement pour le New Hampshire, regagne la maison de son oncle où elle a trouvé refuge avec Sally, une amie convalescente. Jonathan ne peut la laisser partir, il la suit. Mais, arrive trop tard. Kate a été enlevée par les hommes de Bringstone. Elle a juste eu le temps de souligner des noms de rues sur un plan de Boston. Sur place, il est rejoint par Phil qui mène l'enquête de son côté. Par son intermédiaire, il fait la connaissance d'Howard, qui après une tentative d'assassinat, vit maintenant caché.
De retour à New York, Jonathan est à son tour agressé par des hommes au volant d'une Cadillac, la même que celle qui a enlevé Kate. Un lien existe entre la libération d'Howard et la disparition de Kate. Thelma, l'associée de Phil a découvert une anomalie dans le livre de garde de Los Alamos, le centre où travaillait Howard, il y a 15 ans. L'homme qui a signé ce rapport vit maintenant à Los Angeles.